# Elizabeth Emma Soyer
Elizabeth Emma Soyer, nacida Jones (Londres, 1813 - Londres, 30 de agosto de 1842) fue una pintora inglesa especializada en retrato al óleo.

## Vida y obra
Nacida en Londres en 1813, recibió una esmerada educación en francés, italiano y música. A muy temprana edad comenzó como alumna del pintor F. Simoneau, quien en 1820 se casaría con la madre de la muchacha, viuda desde 1818. Al reconocer el talento de Emma para el dibujo, Simoneau se dedicó por completo a su formación, y antes de los doce años ya había dibujado más de cien retratos del natural con sorprendente fidelidad.
El 12 de abril de 1837 se casó con el cocinero Alexis Soyer. A partir de ese momento dirigió su atención hacia el retrato al óleo y, con su maestría, recorrió el país y alcanzó gran popularidad. A su regreso a Londres pintó The Blind Boy, The Crossing Sweeper, The Bavarians, Taglioni and the Kentish Ceres. En 1842 finalizó su última obra, The Two Organ Boys.
El retrato que hizo de Soyer fue grabado por Henry Bryan Hall.
La noche del 29 al 30 de agosto de 1842 murió en su propia residencia cerca de Charing Cross, Londres, a causa de las complicaciones de un parto prematuro. Fue enterrada el 8 de septiembre en el cementerio de Kensal Green, donde su marido mandó erigir una suntuoso monumento fúnebre en su memoria.
Entre 1823 y 1843 se exhibieron 14 de sus cuadros en la Royal Academy, 38 en la British Institution, y otros 14 en la Suffolk Street Gallery.
En junio de 1848 se presentaron ciento cuarenta de su obras en la venta benéfica del Príncipe de Gales en beneficio del comedor popular de Spitalfields, y se imprimió un catálogo. Entre esas obras se encontraba The Young Savoyards Resting, que le valió a la señora Soyer el sobrenombre de English Murillo. Dos de sus piezas, The Jew Lemon Boys' y The English Ceres, fueron grabadas por Gérard. En París, donde sus obras fueron exhibidas, estuvo tan bien considerada como en su país natal.